# Guillem Frederic de Nassau-Dietz
Guillem Frederic de Nassau-Dietz (en neerlandès Willem Frederik van Nassau-Dietz i en frisó Willem Freark fan Nassau-Dietz) va néixer a Arnhem el 7 d'agost de 1613 i va morir a Ljouwert el 31 d'octubre de 1664. Era un noble frisó, príncep de Nassau-Dietz, segon fill del comte Ernest Casimir (1573-1632) i de Sofia Hedwig de Brunsvic-Lüneburg (1592-1642).
Va ser Stadhouder de Frísia de 1640 a 1664, i de Groningen i de Drenthe de 1650 a 1664.
Va estudiar a la Universitat de Leiden i la Universitat de Groningen i, posteriorment, va encetar la seva carrera militar en l'exèrcit holandès, igual que els seus avantpassats i que el seu germà gran Enric Casimir, que va morir sense descendència el 1640 al Setge de Hulst, de manera que Frederic Guillem en va heretar els títols. Però, com el càrrec de Stadhouder encara no era hereditari, només va aconseguir ser nomenat a Frisia. I no va ser fins deu anys més tard que fou nomenat també Stadhouder de Groningen i de Drenthe.

## Matrimoni i fills
El 2 de maig de 1652 es va casar amb Albertina Agnès d'Orange-Nassau (1634-1696), filla de Frederic Enric d'Orange-Nassau (1584-1647) i d'Amàlia de Solms-Braunfels (1602-1675). El matrimoni va tenir tres fills: 
- Amàlia (1654-1695), casada amb el duc Joan de Saxònia-Eisenach (†1729).
- Enric Casimir (1657-1696), príncep de Nassau-Dietz, casat amb Enriqueta Amàlia d'Anhalt-Dessau (1666-1726).
- Guillemina (1664-1667)